# U Staré školy (Praha)
Ulice U Staré školy (německy Altschulgasse, jidiš אַלטשולגאַס Altšůlgas) na Starém Městě v Praze spojuje ulice Dušní a Vězeňská. Nachází se na Josefově u Španělské synagogy; ta spolu s přilehlými budovami tvoří jižní a západní část ulice. V současnosti synagogu spravuje Židovské muzeum v Praze.

## Historie a názvy
V středověku byl Josefov židovské město a v prostoru ulice byla stará synagoga se školou Templ zvaná Stará škola. Sem se zřejmě soustředilo židovské obyvatelstvo po vypálení nejstarší synagogy v roce 1142. Druhé, významnější centrum židovského města vzniklo u mladší, větší a výstavnější Staronové synagogy a oblast při Staré škole se pak nazývalo V Podžidí (lat. in Subjudea či sub Judeos).
V roce 1867 ji zbořili a na jejím místě v roce 1868 postavili Španělskou synagogu stavitelé Ignác Ullmann, Josef Niklas a Quido Bělský. Název ulice "U Staré školy" se používá od 18. století.

## Příjmení Altschul
Pochází odsud hojně rozšířené aškenázské příjmení Altschul.

## Budovy, firmy a instituce
- Španělská synagoga – U Staré školy 1, Dušní 12[4]
- Židovské muzeum v Praze – U Staré školy 1
- Agentura domácí péče LUSI – U Staré školy 4[5]
- Galerie Roberta Guttmanna – U Staré školy 3